# KV43
KV43 i Konungarnas dal utanför Luxor i Egypten var begravningsplats för farao Thutmosis IV under Egyptens artonde dynasti.
Graven är placerat längst till öster i slutet av en sidogren till huvudwadin i dalen. KV43 har en layout som mycket påminner om den för KV35. Thutmosis IV:s mumie flyttades till KV35 under Egyptens tjugoförsta dynasti. KV43 hittades 1903 av Howard Carter.